# Yngve Werngren
Yngve Werngren, född 31 augusti 1927 i Karlskrona, död 14 april 2014 i Båstad, var en svensk målare och tecknare.
Han var från 1955 gift med läraren Maj-Britt Ingeborg Turesson. Werngren studerade konst privat för Ivar Gustafsson i Karlskrona och bedrev självstudier under resor till Nederländerna, Belgien, Frankrike, Norge och Italien. Till en början var hans konst inriktat mot ett realistiskt måleri men i början av 1960-talet övergick han till et mer abstrakt måleri. Separat ställde han ut i bland annat Sala, Laholm, Karlskrona, Luleå och Båstad. Han medverkade i samlingsutställningen Motorami i Stockholm 1963 och samlingsutställningar i Vimmerby. Hans konst består av motiv utförda i olja, gouache samt teckningar i tusch.